# 커뮤니티 (시트콤)
《커뮤니티》(영어: Community)는 2009년 9월 17일부터 2015년 6월 2일까지 NBC에서 방영한 시트콤이다. 이 드라마는 콜로라도주에 있는 가상의 지역인 그린데일(Greendale)에 있는 커뮤니티 칼리지의 한 학생들의 무리에 대한 내용이다. 메타조크와 대중문화 인용이 많으며, 자주 영화와 티비 프로그램의 클리셰와 트로프를 자주 패러디한다. 《커뮤니티》는 비평가들로부터 찬사를 받았고, 일부 비평가들로부터는 2010년, 2011년, 2012년의 최고의 드라마로 선정되기도 하였으며, 컬트 팔로잉을 얻었다.
NBC는 시즌 5가 종료된 후, 2014년 5월 《커뮤니티》를 취소하였다. 하지만 2014년 6월에 야후! 스크린이 13편으로 구성된 시즌 6의 방송 제작을 발표하였다.

## 줄거리
로펌 시절에 제프 윙거가 학사 학위를 속인 것이 들통나, 그는 변호사 직을 정지 당하고, 다시 학사 학위를 얻기 위해 그린데일(Greendale) 커뮤니티 컬리지에 입학한다. 제프는 빠르게 브리타 페리에게 매혹되어, 그녀와 시간을 보내기 위해 스터디 그룹을 만든다. 하지만 그의 계획은 또 다른 반 친구들인 아벳 나디르, 셜리 베넷, 애니 에디슨, 트로이 반스, 피어스 호스론이 스터디 그룹의 가입을 요청하면서 그의 계획은 무산된다.
그들의 차이에도 불구하고, 스터디 그룹의 멤버들은 빠르게 가까운 친구들이 된다. 학기가 끝난 후 새 학기에도 같은 수업을 고르며, 학교의 평판을 좋게 보이게 만드려는 딘 크레이그 펠튼의 도움 요청에 자주 꾀어 들어가게 된다.

## 출연
이 프로그램에는 총장을 포함하여 그린데일 커뮤니티 컬리지 학부의 여러 학생들과 스터디 그룹 멤버들에 초점이 맞혀져있는 앙상블 캐스트 캐릭터들이 등장한다.
- 조엘 맥헤일 - 제프 윙거(Jeff Winger), 제프는 로펌에서 일하던 시절에 콜롬비아의 3류 대학의 학위를 컬럼비아 대학교의 학사 학위로 위조한 것이 발견되어 자격을 정지 당한 후에 그린데일에 다니게 된 변호사이다. 그는 매력적이고, 언변이 좋으며, 일하는걸 피하기 위해 오랫동안 휴식 기간을 갖는 여자를 좋아하는 나르시스트다. 그럼에도, 시리즈가 진행되면서, 그룹 스터디 멤버들과 가까워지게 되며 제프의 버릇과 자세에 변화가 생기게 된다. 그는 친구를 위해서 기꺼이 개인적인 희생을 더 치르고, 선택적으로 그가 다른 알파 메일들의 전형적인 제안들보다 훨씬 너그럽고 덜 비판적인 모습을 보이기도 한다.
- 길리언 제이컵스 - 브리타 페리 (Britta Perry), 브리타는 고등학교 자퇴 후, 세계를 여행하였던 전직 아나키스트이자 사회 운동가이다. 그녀는 다른 이들에게 활동적이고 지적이며 성숙해 보이도록 큰 노력을 하지만 보통 남을 지배하려 하고 그녀의 능력 밖의 일처럼 보일 뿐이다.
- 대니 푸디 - 아벳 나디르 (Abed Nadir), 아벳은 TV 프로그램과 영화에 해박한 지식을 지닌 팔레스타인과 폴란드 계의 영화 지망생이다. 그는 다른 이들과 소통을 하는데 어려움을 겪고 있으며, 그의 친구들은 그가 아스퍼거 증후군일 것이라고 추측한다.
- 이벳 니콜 브라운 - 셜리 베넷 (Shirley Bennett), 브라우니 사업을 시작하기 위해 그린데일에 입학한 이혼녀이자, 교회의 보컬이다. 셜리는 그룹의 "어머니" 역(어린 멤버들의 잘못을 보호해주는 등)으로 간주되지만, 그녀는 수동공격(passive-aggressive)이게 되며 그룹을 조종하고 그룹의 죄책감을 나타내기 위해 자주 이 위치를 이용한다.
- 앨리슨 브리 - 애니 에디슨 (Annie Edison), 애니 에디슨은 그룹 스터디 내에서 가장 어리고 학업 성취에 대한 강박증을 지녔으며, 비교적으로 순진하다. 애니는 고등학교 시절에 극도로 인기가 없어서, 이것이 선천적으로 똑똑하고 다른이들에게 매력이 있음에도 불구하고 다양한 추가적인 커리큘럼 그룹에서 그녀 자신을 매우 불안정하고 자포자기하고 자신을 증명하게 야기한다. 그녀는 보통은 친절하고 유순하지만, 그녀가 무언가를 달성하는데 실패하거나 몹시 아끼던것이 없어지면, 그것이 단순하게 연필일지라도 강박관념에 돌변하거나 성질을 부린다.
- 도널드 글러버 - 트로이 반스(Troy Barnes), 트로이 반스는 고등학교 스타 쿼터백 출신으로, 그의 인기와 스타덤의 압박에서 벗어나기 위해 맥주 통에 뒤집어져 양 어깨에 금을 가개하여 상위권 대학교의 장학금을 놓쳤다. 트로이는 시리즈가 시작할 때는 전형적인 미식축구 선수들처럼 쿨하고 거친 모습을 보이려 하지만, 아벳(빠르게 그와 절친이 됨)의 영향으로 인해, 그의 경쟁심을 회복하는 동안에 그는 마침내 그의 엽기적이고 바보 같으며 어린 면을 받아들이며 편안함을 느낀다.
- 체비 체이스 - 피어스 호손 (Pierce Hawthorne)
- 켄 정 - 벤 창 (Ben Chang)
- 짐 래시 - 크레이그 펠턴 (Craig Pelton)